# Liste der Kulturdenkmäler in Gefell (Eifel)
In der Liste der Kulturdenkmäler in Gefell sind alle Kulturdenkmäler der rheinland-pfälzischen Ortsgemeinde Gefell aufgeführt. Grundlage ist die Denkmalliste des Landes Rheinland-Pfalz (Stand: 17. Juli 2023).

## Einzeldenkmäler
| Bezeichnung                          | Lage              | Baujahr | Beschreibung                     | Bild                           |
| ------------------------------------ | ----------------- | ------- | -------------------------------- | ------------------------------ |
| Katholische Filialkirche St. Barbara | Dorfstraße 8 Lage | 1850    | kleiner Saalbau, bezeichnet 1850 | weitere Bilder Fotos hochladen |